# Peugeot 205 Turbo 16
La Peugeot 205 Turbo 16 è un'autovettura dotata di motore centrale e trazione integrale, realizzata in 200 esemplari per soddisfare i requisiti di omologazione nel Gruppo B.
Con le versioni EVO la casa francese ha partecipato ai mondiali rally dal 1984 al 1986 vincendo due titoli costruttori e due titoli piloti. Nel 1987 ha partecipato al Rally dei Faraoni e alla Parigi-Dakar dove ha corso anche nei due anni successivi e vinto nel 1987 e 1988.

## La vettura stradale
Nel 1981 la FIA istituì, a partire dall'anno successivo, il Gruppo B in sostituzione del Gruppo 4 e del Gruppo 5. La categoria era studiata su misura per i grandi costruttori di automobili al fine di sperimentare liberamente nuovi ritrovati tecnici e di competere allo stesso tempo per la vittoria assoluta, inoltre le restrizioni tecniche erano poche e favorivano la progettazione di vetture ad altissime prestazioni. La Peugeot, come altri grandi costruttori mondiali, decise di cimentarsi in questa categoria partecipando al Campionato del mondo rally. La vettura con cui avrebbe gareggiato era la 205 Turbo 16, una vettura che, al contrario di alcune sue rivali dell'epoca, era da considerarsi un prototipo a tutti gli effetti in quanto non aveva nessun punto di contatto con la produzione di serie della Peugeot e che con la popolare utilitaria 205 condivideva solo l'estetica e il nome per ragioni di marketing.
Il regolamento prevedeva la produzione di almeno 200 vetture in un anno per l'omologazione del modello ed eventualmente la produzione di altri 20 esemplari l'anno per omologare nuove versioni evoluzione a cui erano concessi ampi margini di elaborazione rispetto alle vetture da omologa; in realtà i costruttori progettavano e producevano prima le 20 EVO pronte per le corse e poi provvedevano a mettere in commercio un lotto di 200 vetture meno performanti necessarie all'omologazione. Dopo l'omologazione del 29 marzo 1984, la casa di Sochaux mise in commercio le 200 vetture denominate 205 Turbo 16. 
La numero 0 prodotta era bianco perla metallizzato, vettura presentata al salone di Parigi dello stesso anno e attualmente conservata nel museo della casa, a Sochaux, mentre le restanti 200 furono verniciate in un grigio scuro metallizzato (Winchester). Contemporaneamente una trentina di queste vetture furono sviluppate per i rally, sviluppi che portarono alla nascita della EVO e successivamente della EVO 2. Si trattava di una vettura estrema, nonostante l'omologazione stradale e molto impegnativa. La configurazione ricalca quella che all'epoca era considerata la migliore per i rally: motore centrale come su Lancia Stratos e 037, per una ripartizione dei pesi ottimale, e trazione integrale come sulla Audi Quattro per la massima tenuta di strada.

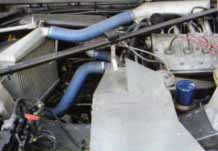
Il vano motore della 205 T16. Si noti a destra il motore inclinato all'indietro e a sinistra l'intercooler dell'aria dell'alimentazione

Il motore è un 4 cilindri in linea con una cilindrata di 1.779 cm³, la distribuzione è bialbero con testata a 16 valvole, è sovralimentato mediante un turbocompressore KKK con una pressione massima di 0,7 bar, per una potenza di 200 CV a 6.750 giri al minuto, è collocato trasversalmente alle spalle del passeggero ed è inclinato all'indietro di 20° mentre alle spalle del pilota è collocato l'intercooler per raffreddare l'aria proveniente dal turbo e destinata ai collettori di aspirazione grazie alla grande presa d'aria laterale. Questa particolare configurazione causa un po' di sovrasterzo nelle lunghe curve a sinistra in quanto la ripartizione dei pesi è più spostata verso destra. Il cambio è un 5 marce allineato all'albero motore, che si trova subito dietro il sedile del pilota, ha una chiara ispirazione sportiva con leva corta ed innesti ravvicinati. Questa berlinetta raggiunge una velocità massima di 209 km/h e accelera da 0 a 100 km/h in 6,0 secondi.
La trazione è garantita da un sistema 4x4 abbinato a tre differenziali autobloccanti, di cui quello centrale epicicloidale, con la trazione ripartita per il 34% all'avantreno e per il 66% al retrotreno. La Peugeot aveva introdotto anche un'ulteriore innovazione adottando per il differenziale centrale una scatola Ferguson che assicura lo slittamento progressivo di un asse rispetto all'altro in base alle condizioni di aderenza, garantendo così una trazione omogenea tra i due assali. Nonostante la trazione integrale, nella guida veloce la Turbo 16 tende a manifestare una leggera tendenza sovrasterzante, che come detto si accentua nelle curve a sinistra, mentre nelle curve lente torna il tipico effetto leggermente sottosterzante della trazione integrale che scompare in uscita dove bisogna dosare bene il gas per non finire in testacoda a causa dell'esuberanza del motore.
L'uso di materiali compositi per il telaio e la carrozzeria assicura una leggerezza e un'agilità che all'epoca avevano pochi rivali ma che sulla EVO2 crearono qualche grattacapo agli ingegneri francesi vista la necessità di abbinare alla vettura un motore molto potente. Tutte queste soluzioni d'avanguardia fecero sì che le 205 Turbo 16 EVO ed EVO2 rivoluzionassero il panorama rallistico internazionale dell'epoca.

## Carriera agonistica
Da sempre la Peugeot aveva avuto un ottimo rapporto con il mondiale rally grazie alle 404, 504 e 104 ma non era mai riuscita a vincere un campionato, infatti le auto che schierava erano concepite per gareggiare in gare specifiche e non avevano quella polivalenza che gli avrebbe permesso di primeggiare su tutti i terreni. Le cose cambiarono quando la Talbot, un marchio minore della Peugeot, vinse il mondiale del 1981 con la Talbot Sunbeam Lotus, un progetto sotto finanziato ma che poteva contare sulle persone giuste. Così alla fine del 1981 la Talbot divenne Peugeot-Talbot con alla guida Jean Todt, l'ex navigatore di Guy Fréquelin, e con l'obiettivo di dare l'assalto al mondiale nel combattutissimo Gruppo B.

### 205 Turbo 16 EVO e EVO2
Prevista per il 1983, la EVO fece il suo esordio in gara solo al Tour de Corse 1984 a causa di ritardi nello sviluppo che si rivelò più complicato del previsto. L'impostazione generale ricalca quella della vettura stradale salvo alcune migliorie. Per esempio l'impianto frenante è stato migliorato con l'adozione di pinze a 4 pistoncini invece che a 1 e la ripartizione manuale della frenata da parte del pilota. Inoltre la potenza del motore è stata aumentata a 350-370 CV grazie all'adozione di una turbina KKK con pressione di sovralimentazione maggiorata a 1,4 bar. Il peso della vettura è di circa 960 kg. Tuttavia la particolare configurazione del motore creava qualche problema di stabilità sui salti: infatti l'albero motore e tutti gli organi del cambio erano collocati esattamente lungo l'asse passante per il baricentro della vettura cosicché se saltando si accelerava, il muso avrebbe puntato il cielo, mentre se si chiudeva il gas, il muso avrebbe puntato il terreno ruotando attorno a tale asse.

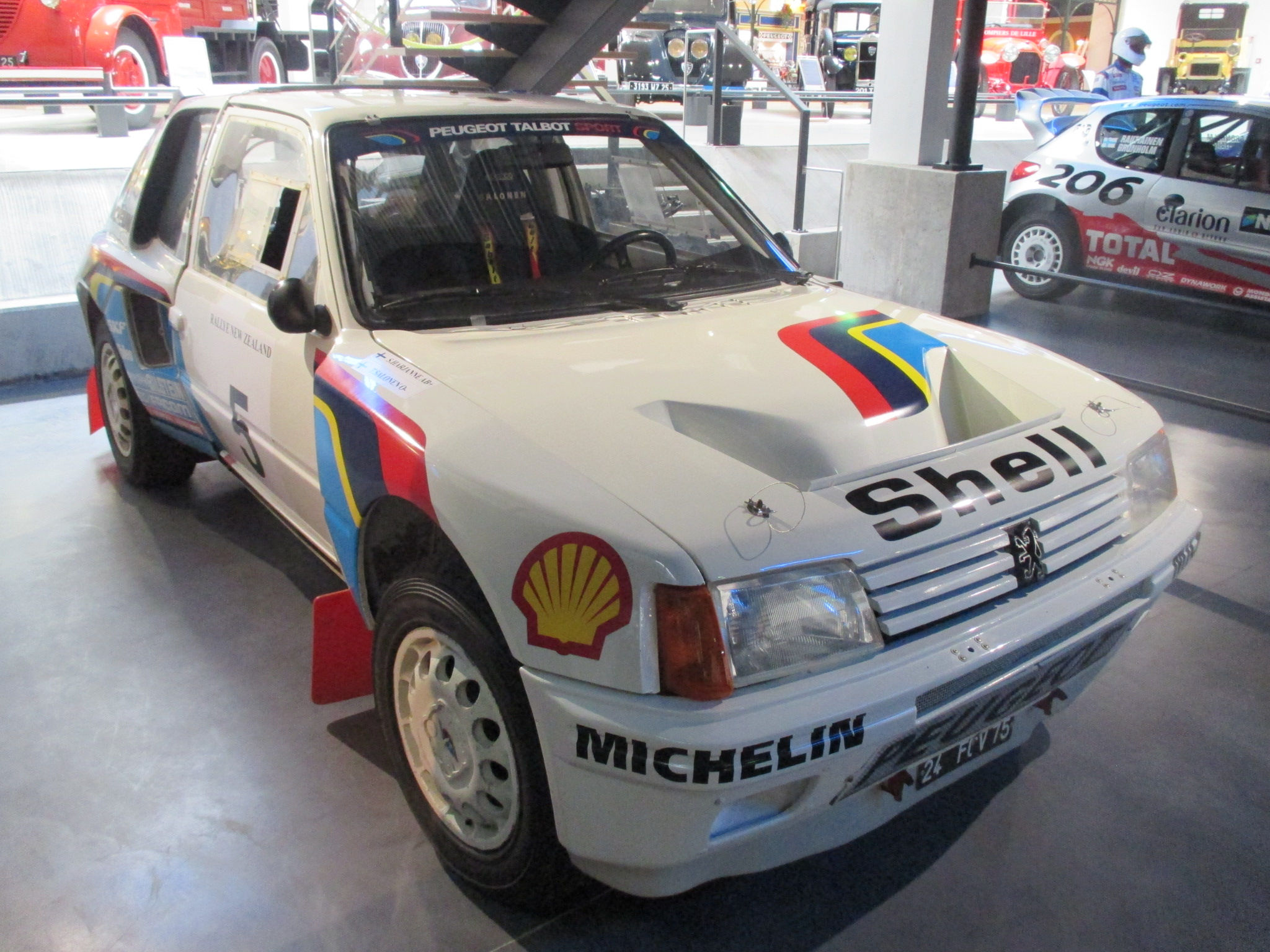
Peugeot 205 Turbo 16 Rallye Evolution 1

Esattamente un anno dopo, al Tour de Corse 1985, fece il suo esordio in gara la EVO2. La EVO2 per molti versi è considerata il canto del cigno del Gruppo B, la vettura che rappresenta la massima espressione tecnica e prestazionale dei rally anni '80 insieme alla Lancia Delta S4. Le differenze più evidenti con la sua progenitrice sono le vistose appendici aerodinamiche atte a migliorare l'aderenza, che risultava compromessa dalle maggiori prestazioni, e ad evitare che l'auto atterrasse di muso dopo i salti, l'alettone posteriore era infatti capace di creare una deportanza fino a 230 kg per mantenere l'auto equilibrata quando si trovava in aria. Il precedente turbocompressore KKK venne abbandonato, sostituito da un modello fornito dalla Garrett con pressione di esercizio fino a 2,5 bar, grazie al quale il motore raggiungeva nell'ultima evoluzione i 560 CV. La maggiore potenza comportò inoltre una revisione del telaio con l'adozione della fibra di carbonio oltre all'acciaio, il telaio infatti doveva sopportare maggiori sollecitazioni rispetto alla versione precedente e doveva far sì che l'agilità e la leggerezza congenite della vettura non si trasformassero in una cronica inguidabilità a causa della potenza in eccesso, questa soluzione permise un sostanziale risparmio di peso della vettura, sceso a circa 930 kg.

#### 1984
L'esordio al Tour de Corse spiazzò tutti gli avversari. Ari Vatanen, che non aveva mai visto le strade della Corsica e che non amava l'asfalto, demolì la concorrenza speciale dopo speciale finché non si cappottò dopo essere scivolato su una pozza d'acqua e fu costretto al ritiro. Nello stesso giorno Jean-Pierre Nicolas riuscì a percorrere per l'unica volta nella storia la speciale Liamone-Suariccio in meno di un'ora e concluse il rally al quarto posto. Al Rally di Sanremo, a mondiale già deciso, andò in scena un rally memorabile disputato in condizioni atmosferiche proibitive: Lancia, Audi e Peugeot dettero vita ad una lotta serratissima che non fece altro che sancire la superiorità della 205 sulla concorrenza. Alla fine della stagione la 205 collezionò 3 vittorie (1000 Laghi, San Remo, RAC Rally) su 5 gare disputate che, nonostante avesse saltato le prime gare della stagione, la proiettarono nella lotta al mondiale. La concorrenza comprese che la Peugeot sarebbe stata la vettura da battere nella stagione sportiva seguente.

#### 1985

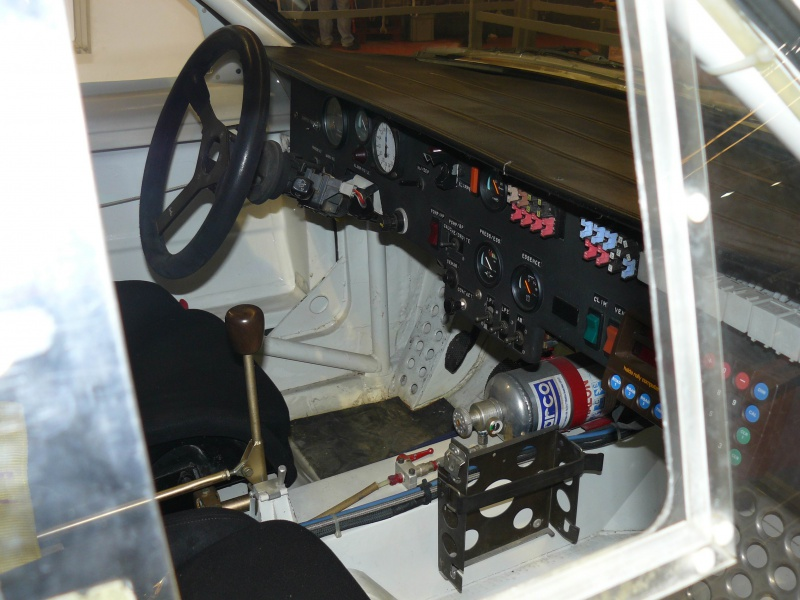
Interni di una 205 T16

All'inizio del campionato la 205 e Ari Vatanen si dimostrarono subito i favoriti per la vittoria finale. Al Rally di Monte Carlo Vatanen vinse, nonostante una penalità di 8 minuti, con 5 minuti di vantaggio su Walter Röhrl e la sua nuova Audi Sport quattro seguito da Timo Salonen sulla seconda 205. Nella gara successiva in Svezia il copione fu più o meno lo stesso: Vatanen primo seguito da un'Audi Quattro (stavolta di Blomqvist) e da Salonen. La battaglia tra Vatanen e Blomqvist in Svezia fu serratissima, ma alla fine il finlandese riuscì a prevalere grazie all'agilità della Peugeot contro cui nulla poteva la Quattro Sport, più pesante e marcatamente sottosterzante. La terza concorrente, la Lancia 037, invece cominciava a sentire il peso degli anni, era apparsa per la prima volta nel 1982, e a causa della sola trazione posteriore era competitiva solo su asfalto. Al rally del Portogallo la gerarchia all'interno della squadra venne invertita: Vatanen, ritiratosi a causa di una foratura, cedette la vittoria a Salonen, che balzò in testa al mondiale piloti, seguito da Miki Biasion e Walter Röhrl.
Al Tour de Corse fece il suo esordio la EVO2 con alla guida Bruno Saby che concluse il rally in seconda posizione. Il Tour di quell'anno fu segnato da un gravissimo incidente che costò la vita ad Attilio Bettega e fece sì che la FIA cominciasse ad interrogarsi sul senso del Gruppo B dove le vetture in gara cominciavano a raggiungere potenze elevatissime senza gli adeguati standard di sicurezza.
Le successive tre gare (Acropolis, Nuova Zelanda, Argentina e 1000 Laghi) furono ancora una volta appannaggio di Salonen che, laureatosi campione del mondo, lasciò solo le ultime due gare agli avversari. Vatanen, invece, concluse il mondiale al quarto posto dopo i due piloti Audi a causa di un gravissimo incidente occorsogli durante il rally di Argentina: cappottatosi più volte ad altissima velocità, fu salvato dal roll-bar che resistette all'urto. Vatanen fu trasportato in elicottero all'ospedale dove fu ricoverato in fin di vita. Ancora una volta la FIA si interrogò sui rischi del Gruppo B e a fine stagione lasciò intendere che presto ne avrebbe decretato la fine.
Con 7 vittorie in 10 gare, la Peugeot si laureò campione del mondo costruttori per la prima volta grazie ad una vettura che era riuscita a vincere mostrando tanta superiorità come pochi in precedenza.

#### 1986
Con l'Audi che aveva ridotto il suo impegno nei rally, l'unica avversaria della T16 EVO2 per il 1986 era la temibile Lancia Delta S4 che aveva esordito con una doppietta al Rally RAC dell'anno prima. Per la nuova stagione era stato ingaggiato anche il giovane Juha Kankkunen da affiancare a Timo Salonen. Le prime gare della stagione sembrarono sancire la superiorità della Lancia che vinse a Monte Carlo con Henri Toivonen e che tenne testa alla Peugeot in Svezia arrivando seconda con Markku Alén. Ma un tragico incidente diede la svolta alla stagione e al Gruppo B: il Tour de Corse, dopo Bettega l'anno prima, vide la morte di Toivonen e del suo copilota Sergio Cresto in seguito all'esplosione della loro Delta S4 finita in un dirupo. Questo fece sì che la FIA decidesse di chiudere questa categoria a partire dall'anno seguente.
Le gare successive videro il duello Lancia-Peugeot rinnovarsi. La 205 vinse in Corsica, Grecia e Nuova Zelanda; la Lancia, che fino ad allora aveva conquistato altrettanti secondi posti vinse invece in Argentina e si presentò in Finlandia con un Alen determinato a rimontare i 20 punti di svantaggio che lo separavano da Kankkunen. Questo costò al finlandese della Lancia un errore a 13 speciali dalla fine, quando era saldamente in testa alla classifica, costringendolo al terzo posto dietro a Salonen e Kankkunen. Il titolo piloti si sarebbe deciso quindi in Italia, Inghilterra e Stati Uniti.
Al Sanremo la Peugeot si presentò con delle particolari minigonne per migliorare l'aderenza ma fu squalificata, la vittoria andò così a Markku Alen che si portò a soli due punti da Kankkunen. Al RAC Rally i due contendenti al titolo non nascosero il loro nervosismo commettendo entrambi molti errori, ma il più grave lo commise Kankkunen che, finito in un fosso, finì terzo dietro ad Alen che balzò in testa al mondiale e consegnò alla Lancia il titolo costruttori. All'Olympus Rally negli Stati Uniti, Alen dominò dall'inizio alla fine e Kankkunen non riuscì ad opporgli resistenza. Sembrava quasi che Kankkunen si rassegnasse al secondo posto e alla perdita del mondiale. Ma in realtà non fu così, Kankunnen ammise di aver dato il meglio per vincere il rally ma contro la Delta S4 non c'era veramente niente da fare. La superiorità della Lancia era netta e nulla se non un guasto avrebbe potuto fermare la sua marcia. Alen vinse l'ultimo rally delle Gruppo B con novanta secondi di vantaggio su Kankkunen e si laureò campione del mondo.
Ma il mondiale non era finito qui. La Peugeot, che aveva presentato ricorso per la vicenda delle minigonne irregolari al rally di Sanremo, vide la FIA darle ragione annullando il rally in quanto giudicò le appendici aerodinamiche regolari e si lamentò con i commissari italiani per la decisione di squalificare le auto francesi. Annullati i risultati di Sanremo, Il mondiale costruttori venne assegnato dunque alla Peugeot e tre settimane dopo Alen dovette cedere il titolo piloti a Kankkunen.

#### Anni successivi
Dopo la messa al bando da parte della FIA delle vetture Gruppo B, la 205 Turbo 16 trovo utilizzò nel campionato europeo di rallycross, dove tra il 1987 e il 1990 fu vincitrice della seconda divisione con il pilota finlandese Seppo Niittymäki e Matti Alamäki.

### 205 Turbo 16 Grand Raid
Con la fine del Gruppo B, alcuni dei partecipanti al mondiale rally riciclarono le proprie vetture per correre in altre categorie come il mondiale Rally Cross e il mondiale Rally raid. La Peugeot decise di partecipare al secondo con una 205 T16 opportunamente modificata sempre sotto la gestione di Jean Todt che fece tesoro dell'esperienza nel mondiale rally degli anni precedenti.
Le modifiche principali riguardavano il motore e il telaio. Il primo adottava ora una nuova iniezione Magneti Marelli e poteva sprigionare una potenza di "soli" 380 CV per garantire una maggiore affidabilità della meccanica. Il telaio era stato invece profondamente rivisto: furono allungati sia il passo (33 cm in più) e la lunghezza complessiva (+34 cm) per garantire una maggiore stabilità sulle dune africane. I 34 cm in più di lunghezza permisero di maggiorare anche i serbatoi di carburante che potevano ora raggiungere una capacità di 400 l contro i 110-190 l delle versioni precedenti.
L'esordio della Grand Raid avvenne al Rally dei Faraoni del 1987 con la vittoria di Ari Vatanen che vinse anche alla Parigi-Dakar dello stesso anno. L'anno successivo la 205 avrebbe dovuta esser sostituita dalla Peugeot 405 Turbo 16 Grand Raid, ma la squadra Peugeot decise di schierare comunque due 205 come "riserve". La scelta si rivelò vincente: Vatanen, alla guida di una 405, fu costretto al ritiro e la vittoria andò a Juha Kankkunen che pilotava una delle due 205. Il 1989 vide la vittoria di Vatanen su una 405 alla Parigi - Dakar, gara dove ancora una volta la 205 andò a podio sul gradino più basso. Un degno epilogo di una carriera vincente.

### 205 Turbo 16 Pikes Peak
Sempre nel 1987 la Peugeot decise di iscrivere tre esemplari di 205 T16 alla Pikes Peak International Hillclimb, una cronoscalata che si tiene sulle montagne del Colorado. I piloti erano: Ari Vatanen, Andrea Zanussi e Shekhar Mehta a cui erano state affidate delle 205 T16 EVO 2 modificate, in grado di erogare 600 CV e 60 Kgm di coppia massima. Esteriormente si poteva riconoscere grazie ai vistosi alettoni maggiorati per garantire il massimo dell'aderenza su strade dove ogni errore poteva essere fatale. La gara vide la vittoria di Walter Rohrl su una Audi Quattro Sport, anch'essa proveniente dal Gruppo B, davanti alle Peugeot che si classificarono al 2º, 3º e 4º posto.

## Risultati WRC
In quegli anni il punteggio del mondiale costruttori si svolgeva assegnando i punti solo al primo classificato di ogni marca, i risultati riportati sono quindi quelli dei piloti Peugeot meglio classificati.
| 1984 | Squadra         | Auto                      | MON | SVE | POR | KEN | FRA | GRE | NZL | ARG | FIN | ITA   | GBR | Punti | WCC |
| ---- | --------------- | ------------------------- | --- | --- | --- | --- | --- | --- | --- | --- | --- | ----- | --- | ----- | --- |
| 1984 | Peugeot-Talbot  | Peugeot 205 Turbo 16 EVO  |     |     |     |     | 4   | Ret |     |     | 1   | 1     | 1   | 76    | 3   |
| 1985 | Squadra         | Auto                      | MON | SVE | POR | KEN | FRA | GRE | NZL | ARG | FIN | ITA   | GBR | Punti | WCC |
| 1985 | Peugeot -Talbot | Peugeot 205 Turbo 16 EVO  | 1   | 1   | 1   | 7   |     |     |     |     |     |       |     | 142   | 1   |
| 1985 | Peugeot -Talbot | Peugeot 205 Turbo 16 EVO2 |     |     |     |     | 2   | 1   | 1   | 1   | 1   | 2     |     | 142   | 1   |
| 1986 | Squadra         | Auto                      | MON | SVE | POR | KEN | FRA | GRE | NZL | ARG | FIN | ITA   | GBR | Punti | WCC |
| 1986 | Peugeot-Talbot  | Peugeot 205 Turbo 16 EVO2 | 2   | 1   | Ret | 5   | 1   | 1   | 1   | 3   | 1   | [ 4 ] | 1   | 137   | 1   |